# زینایدا ورونینا
زینایدا ورونینا (به انگلیسی: Zinaida Voronina) ژیمناست زادهٔ ۱۰ دسامبر ۱۹۴۷ میلادی اهل کشور روسیه است.